# Pristava nad Stično
Pristava nad Stično este o localitate din comuna Ivančna Gorica, Slovenia, cu o populație de 16 locuitori.